# Temporada 1982-83 de los Houston Rockets
La temporada 1982-83 fue la duodécima de los Houston Rockets en su nueva localización de Texas, y la decimosexta en la NBA, tras haber jugado las cuatro primeras en San Diego (California). La temporada regular acabó con 14 victorias y 68 derrotas, el peor balance de toda la liga, ocupando el duodécimo y último puesto de la conferencia Oeste, no logrando clasificarse para los playoffs.

## Elecciones en elDraft
| Ronda | Puesto | Jugador      | Posición | Nacionalidad   | Universidad          |
| ----- | ------ | ------------ | -------- | -------------- | -------------------- |
| 1     | 16     | Terry Teagle | Escolta  | Estados Unidos | Baylor               |
| 2     | 42     | Jeff Taylor  | Base     | Estados Unidos | Texas Tech           |
| 3     | 63     | Chuck Nevitt | Pívot    | Estados Unidos | North Carolina State |

## Temporada regular
| División Medio Oeste | División Medio Oeste | División Medio Oeste | División Medio Oeste | División Medio Oeste | División Medio Oeste | División Medio Oeste | División Medio Oeste | División Medio Oeste |
| Equipo               | G                    | P                    | %                    | PD                   | Casa                 | Fuera                | Div                  |                      |
| -------------------- | -------------------- | -------------------- | -------------------- | -------------------- | -------------------- | -------------------- | -------------------- | -------------------- |
| y-San Antonio Spurs  | 53                   | 29                   | .646                 | –                    | 31–10                | 22–19                | 21–9                 |                      |
| x-Denver Nuggets     | 45                   | 37                   | .549                 | 8                    | 29–12                | 16–25                | 17–13                |                      |
| Kansas City Kings    | 45                   | 37                   | .549                 | 8                    | 30–11                | 15–26                | 18–12                |                      |
| Dallas Mavericks     | 38                   | 44                   | .463                 | 15                   | 23–18                | 15–26                | 15–15                |                      |
| Utah Jazz            | 30                   | 52                   | .366                 | 23                   | 21–20                | 9–32                 | 15–15                |                      |
| Houston Rockets      | 14                   | 68                   | .171                 | 39                   | 9–32                 | 5–36                 | 4–26                 |                      |

## Estadísticas
| Rk | Jugador        | Edad | P  | PT | MP   | TC  | TCI  | %TC  | T3  | T3I | %T3  | TL  | TLI | %TL   | RO  | RD  | RT  | AS  | RB  | TAP | BP  | FP  | PTS  |
| -- | -------------- | ---- | -- | -- | ---- | --- | ---- | ---- | --- | --- | ---- | --- | --- | ----- | --- | --- | --- | --- | --- | --- | --- | --- | ---- |
| 1  | Allen Leavell  | 25   | 79 | 76 | 32.9 | 5.6 | 13.4 | .415 | 0.5 | 2.2 | .240 | 3.1 | 3.8 | .832  | 0.8 | 1.7 | 2.5 | 6.7 | 2.1 | 0.2 | 2.5 | 2.7 | 14.8 |
| 2  | Caldwell Jones | 32   | 82 | 82 | 29.8 | 3.7 | 8.3  | .453 | 0.0 | 0.0 | .000 | 2.0 | 2.5 | .786  | 2.7 | 5.4 | 8.1 | 1.7 | 0.6 | 1.6 | 2.1 | 3.4 | 9.5  |
| 3  | Elvin Hayes    | 37   | 81 | 43 | 28.4 | 5.2 | 11.0 | .476 | 0.0 | 0.0 | .500 | 2.4 | 3.5 | .683  | 2.5 | 5.1 | 7.6 | 2.0 | 0.6 | 1.0 | 2.5 | 2.9 | 12.9 |
| 4  | Wally Walker   | 28   | 82 | 59 | 27.5 | 4.4 | 9.8  | .449 | 0.0 | 0.0 | .250 | 0.9 | 1.4 | .621  | 1.7 | 2.9 | 4.5 | 2.4 | 0.5 | 0.3 | 1.8 | 2.5 | 9.7  |
| 5  | Joe Bryant     | 28   | 81 | 56 | 25.4 | 4.2 | 9.5  | .448 | 0.1 | 0.4 | .222 | 1.4 | 2.0 | .703  | 1.1 | 2.3 | 3.4 | 2.3 | 1.0 | 0.4 | 2.2 | 3.2 | 10.0 |
| 6  | James Bailey   | 25   | 69 | 39 | 24.9 | 5.4 | 11.0 | .497 | 0.0 | 0.0 | .000 | 3.2 | 4.6 | .700  | 2.4 | 4.3 | 6.8 | 0.9 | 0.6 | 0.9 | 2.8 | 3.7 | 14.1 |
| 7  | Terry Teagle   | 22   | 73 | 44 | 23.4 | 4.5 | 10.6 | .428 | 0.1 | 0.4 | .345 | 1.2 | 1.7 | .696  | 1.0 | 1.6 | 2.7 | 2.1 | 0.7 | 0.2 | 1.9 | 2.3 | 10.4 |
| 8  | Calvin Murphy  | 34   | 64 | 0  | 22.2 | 5.3 | 11.8 | .447 | 0.1 | 0.2 | .286 | 2.2 | 2.3 | .920  | 0.5 | 0.6 | 1.2 | 2.5 | 0.9 | 0.1 | 1.4 | 2.5 | 12.8 |
| 9  | Jeff Taylor    | 23   | 44 | 5  | 17.6 | 1.5 | 3.6  | .400 | 0.0 | 0.0 | .000 | 0.7 | 1.0 | .652  | 0.6 | 1.2 | 1.8 | 2.5 | 0.9 | 0.3 | 1.4 | 1.9 | 3.6  |
| 10 | Tom Henderson  | 31   | 51 | 2  | 15.5 | 2.1 | 5.2  | .407 | 0.0 | 0.0 | .000 | 0.9 | 1.1 | .789  | 0.4 | 1.0 | 1.4 | 2.7 | 0.7 | 0.0 | 1.0 | 1.1 | 5.1  |
| 11 | Major Jones    | 29   | 60 | 4  | 14.6 | 2.4 | 5.2  | .457 | 0.0 | 0.0 | .000 | 0.9 | 1.7 | .549  | 1.9 | 2.5 | 4.4 | 0.7 | 0.4 | 0.4 | 1.4 | 1.7 | 5.7  |
| 12 | Billy Paultz   | 34   | 57 | 0  | 12.2 | 1.6 | 3.5  | .445 | 0.0 | 0.0 |      | 0.5 | 1.0 | .456  | 0.9 | 2.0 | 2.9 | 1.0 | 0.2 | 0.2 | 0.7 | 1.7 | 3.6  |
| 13 | Chuck Nevitt   | 23   | 6  | 0  | 10.7 | 1.8 | 2.5  | .733 | 0.0 | 0.0 |      | 0.2 | 0.7 | .250  | 1.0 | 1.8 | 2.8 | 0.0 | 0.2 | 2.0 | 1.2 | 2.3 | 3.8  |
| 14 | Calvin Garrett | 26   | 4  | 0  | 8.5  | 1.0 | 2.8  | .364 | 0.0 | 0.3 | .000 | 0.5 | 0.5 | 1.000 | 0.8 | 1.0 | 1.8 | 0.8 | 0.0 | 0.0 | 0.8 | 1.0 | 2.5  |